# Florian Dietz
Florian Dietz (Bad Neustadt an der Saale, 3 augustus 1998) is een Duits voetballer die doorgaans als Centrumspits speelt. In 2017 maakte hij bij Carl Zeiss Jena in de Duitse 3. Liga zijn debuut in het betaalde voetbal. Sinds 2021 staat hij onder contract bij het Duitse 1. FC Köln.

## Clubloopbaan

### Jeugd
Dietz begon zijn voetbalcarrière bij FC Strahlungen en vervolgde zijn jeugdopleiding via TSV Großbardorf. In 2013 maakte hij de overstap naar de jeugdopleiding van Carl Zeiss Jena. In het seizoen 2014/15 kwam hij uit voor de onder-17, waarin hij op 9 augustus 2014 zijn basisdebuut maakte tegen de leeftijdsgenoten van Hannover 96. Op 6 september 2014 scoorde hij zijn eerste doelpunt in deze leeftijdscategorie, tijdens een met 2–2 gelijkgespeelde thuiswedstrijd tegen VfL Wolfsburg.
Later dat seizoen maakte hij als B-junior op 14 februari zijn debuut bij de onder-19, in een uitwedstrijd tegen Werder Bremen -19. In zijn derde wedstrijd op dat niveau, op 12 april, scoorde hij zijn eerste doelpunt bij de onder-19 in een met 5–0 gewonnen thuiswedstrijd tegen SV Meppen -19. In het daaropvolgende seizoen (2015/16) werd hij definitief opgenomen in de selectie van de onder-19. Onder leiding van trainer Mark Zimmermann veroverde hij vanaf de seizoensstart een vaste basisplaats. In zijn tweede seizoen (2016/17) bereikte hij met de onder-19 de bekerfinale, waarin Eintracht Braunschweig -19 met 3–0 te sterk was. De finale was tevens zijn laatste wedstrijd bij de junioren. 

### Carl Zeiss Jena
Op 23 september 2016 maakte Dietz als A-junior zijn debuut bij de senioren in de Regionalliga Nordost, tijdens een wedstrijd van het eerste elftal van Carl Zeiss Jena. In de met 0–3 gewonnen uitwedstrijd tegen Hertha BSC II viel hij in de 79e minuut in. Op 2 december 2016 maakte hij zijn eerste doelpunt bij de senioren, in de met 2–2 gelijkgespeelde uitwedstrijd tegen FC Viktoria 1889 Berlin. Kort daarop verlengde hij zijn contract tot 2019. Carl Zeiss Jena sloot het seizoen af als kampioen en promoveerde via de play-offs, na winst over twee wedstrijden tegen Victoria Köln, naar de 3. Liga. Op 22 juli 2017 maakte Dietz zijn debuut in het betaald voetbal, in de met 1–0 verloren uitwedstrijd tegen Wehen Wiesbaden. Hij viel in de 56e minuut in. Het lukte hem dat seizoen niet om een vaste basisplaats te veroveren, waardoor hij voornamelijk als invaller in actie kwam. Op 25 februari 2018 scoorde hij zijn eerste doelpunt in het betaald voetbal, door in blessuretijd de winnende treffer te maken in de met 1–0 gewonnen thuiswedstrijd tegen Rot-Weiß Erfurt. Aan het einde van het seizoen won hij met Carl Zeiss Jena de Landespokal Thüringen, dankzij een 5–0 overwinning op BSG Wismut Gera. Vanwege een schouderblessure kwam hij in de finale niet in actie. Na afloop van het seizoen maakte hij de overstap naar het tweede elftal van Werder Bremen.

### Werder Bremen II
In mei 2018 maakte Dietz de overstap naar het tweede elftal van Werder Bremen. Vanwege een schouderblessure die hij in het voorgaande seizoen had opgelopen, miste Dietz de seizoensstart van 2018/19. Op 19 augustus 2018, tijdens de vijfde speelronde, maakte hij zijn debuut voor Werder Bremen II in de Regionalliga Nord. In de met 0–1 gewonnen uitwedstrijd tegen LSK Hansa werd hij in de 66e minuut ingebracht door trainer Sven Hübscher. Een week later scoorde hij in blessuretijd zijn eerste doelpunt voor de club, in de met 0–2 gewonnen uitwedstrijd tegen SV Drochtersen/Assel. Door blessureleed, waaronder een neusbreuk, slaagde hij er niet in een vaste plaats in het elftal te veroveren; hij kwam dat seizoen tot zes basisplaatsen. In het daaropvolgende seizoen (2019/20) kreeg Werder Bremen II een nieuwe trainer, Konrad Fünfstück, die meer vertrouwen in Dietz toonde. Na vier basisplaatsen besloot Dietz echter zijn loopbaan voort te zetten bij SpVgg Unterhaching, dat op dat moment uitkwam in de 3. Liga.

### SpVgg Unterhaching
In augustus 2019 tekende Dietz een contract tot 2022 voor SpVgg Unterhaching. Op 21 september maakte hij zijn debuut voor de Beierse club tijdens een thuiswedstrijd tegen SG Sonnenhof Großaspach. Onder trainer Claus Schromm viel hij in de 75e minuut in. Het seizoen bleef hij voornamelijk invaller en kwam hij tot vier basisplaatsen in de competitie, zonder daarin tot scoren te komen. Zijn hoogtepunt dat jaar was een doelpunt tegen 1860 München in de kwartfinale van de Landespokal Bayern. Om meer speelminuten te maken, werd hij voor het seizoen 2020/21 verhuurd aan het tweede elftal van 1. FC Köln. Hoewel hij terugkeerde met een gescheurde kruisband en daardoor nauwelijks speelde, besloot 1. FC Köln toch om hem over te nemen, waarmee zijn overstap een feit werd.

#### Verhuur aan 1. FC Köln II
In de zomer van 2020 werd bekend dat Dietz voor het seizoen 2020/21 op huurbasis zou uitkomen voor 1. FC Köln, waar hij werd terecht kwam in het tweede elftal. Daarmee werd hij herenigd met zijn voormalige trainer Mark Zimmermann. Op 12 september 2020 maakte hij zijn basisdebuut in de Regionalliga West, in een wedstrijd tegen Borussia Dortmund II. Dietz wist zijn basisplaats te behouden en scoorde zijn eerste doelpunt voor 1. FC Köln II in de negende speelronde. In het met 4–0 gewonnen thuisduel tegen Rot-Weiß Oberhausen maakte hij twee doelpunten: de openingstreffer in de 21e minuut en de 2–0 in de 37e minuut. Kort daarna, op 4 november 2020, scheurde hij zijn voorste kruisband tijdens een thuiswedstrijd tegen SV Straelen. Hierdoor kwam hij de rest van het seizoen niet meer in actie.

### 1. FC Köln
In het seizoen 2021/22 kwam Dietz voornamelijk uit voor het tweede elftal van 1. FC Köln. In de eerste seizoenshelft speelde hij 18 wedstrijden in de Regionalliga West, waarin hij 13 doelpunten maakte. Zijn ontwikkeling werd echter afgeremd door een schouderblessure die hij tijdens de winterstop opliep, waardoor hij de rest van het seizoen moest missen. Ondanks zijn beperkte speeltijd ontving hij aan het einde van het seizoen zijn eerste profcontract van de club, welke tot 2025 liep. In zijn tweede seizoen (2022/23) leek hij echter door te breken. Op 7 augustus maakte hij onder hoofdcoach Steffen Baumgart zijn basisdebuut in de Bundesliga tijdens de thuiswedstrijd tegen Schalke 04. Een week later scoorde hij zijn eerste Bundesliga-doelpunt in de uitwedstrijd tegen RB Leipzig, die eindigde in 2-2. In de 40e minuut maakte hij uit een pass van Florian Kainz de 1-1 gelijkmaker. Op 18 augustus maakte Diehl zijn Europese debuut tijdens de voorronde van de Conference League tegen het Hongaarse Fehérvár. In het met 1-2 verloren thuisduel zette hij zijn ploeg in de 14e minuut op een 1-0 voorsprong, na een voorzet van Dejan Ljubičić. Begin november liep Diehl opnieuw een ernstige blessure op. Tijdens de thuiswedstrijd tegen TSG 1899 Hoffenheim scheurde hij zijn kruisband, waardoor zijn seizoen voortijdig eindigde en hij ook de start van het seizoen 2023/24 moest missen.
Na een aantal wedstrijden in het tweede elftal maakte Dietz op 10 december 2023 na 406 dagen zijn rentree in de Bundesliga, toen hij in de 64e minuut in de thuiswedstrijd tegen 1. FSV Mainz 05 het veld betrad. Ondanks zijn terugkeer slaagde hij er niet in een basisplaats te veroveren, waardoor hij in dat seizoen slechts 65 minuten speeltijd in de competitie kreeg. 1. FC Köln eindigde dat seizoen als zeventiende, wat leidde tot degradatie naar de 2. Bundesliga. De club beloonde zijn vechtlust door zijn contract in de zomer van 2024 te verlengen. In het seizoen 2024/25 veranderde er weinig voor Diehl; ook nu fungeerde hij voornamelijk als reservespeler. Tijdens de winterstop werd hij verhuurd aan SCR Altach, dat uitkomt op het hoogste Oostenrijkse competitie. Gedurende zijn verhuurperiode werd 1. FC Köln kampioen en keerde na één seizoen terug naar de Bundesliga. Dietz keerde met een gebroken sleutelbeen terug uit Oostenrijk, waardoor hij het grootste deel van de voorbereiding op het seizoen 2025/26 individueel moest afwerken.

#### Verhuur aan SCR Altach
Begin januari 2025 werd bekend dat Dietz voor de tweede seizoenshelft werd verhuurd aan het in de Oostenrijkse Bundesliga onder aanstaande SCR Altach, dat tot dat moment pas acht keer had gescoord. Hij werd gehaald om doelpunten te maken. Op 8 februari maakte hij zijn basisdebuut in de met 1-2 verloren thuiswedstrijd tegen Grazer AK, waarbij hij de volledige 90 minuten speelde onder trainer Fabio Ingolitsch. Een week later, op 15 februari, scoorde hij zijn eerste doelpunt voor Altach in de met 1-3 gewonnen uitwedstrijd tegen FC Blau-Weiß Linz. In de 50e minuut zette hij zijn team op voorsprong met de 0-1. Eind maart werd hij opnieuw getroffen door blessures, ditmaal een schouderblessure opgelopen tijdens een oefenwedstrijd tegen FC Winterthur, waardoor hij wederom vanaf de zijlijn moest toekijken. Op 22 april maakte hij zijn rentree in de thuiswedstrijd tegen WSG Tirol. Hij werd in de 68e minuut ingebracht, maar moest de wedstrijd negen minuten later voortijdig verlaten vanwege een sleutelbeenbreuk. Door deze blessure kwam hij de rest van het seizoen niet meer in actie. Aan het einde van het seizoen keerde hij terug naar 1. FC Köln. 

## Clubstatistieken
| Seizoen                        | Club                 | Competitie           | Competitie | Competitie | Beker | Beker | Internationaal | Internationaal | Overig | Overig | Totaal | Totaal |
| Seizoen                        | Club                 | Competitie           | Wed.       | Dlp.       | Wed.  | Dlp.  | Wed.           | Dlp.           | Wed.   | Dlp.   | Wed.   | Dlp.   |
| ------------------------------ | -------------------- | -------------------- | ---------- | ---------- | ----- | ----- | -------------- | -------------- | ------ | ------ | ------ | ------ |
| 2016/17*                       | Carl Zeiss Jena      | Regionalliga Nordost | 8          | 2          | –     | –     | –              | –              | 1      | 0      | 9      | 2      |
| 2017/18*                       | Carl Zeiss Jena      | Regionalliga Nordost | 26         | 1          | 4     | 6     | –              | –              | 6      | 4      | 36     | 11     |
| 2018/19                        | Werder Bremen        | Regionalliga Nord    | 23         | 3          | –     | –     | –              | –              | –      | –      | 23     | 3      |
| 2019/20                        | Werder Bremen        | Regionalliga Nord    | 4          | 2          | –     | –     | –              | –              | –      | –      | 4      | 2      |
| 2019/20                        | SpVgg Unterhaching** | 3. Liga              | 20         | 0          | 3     | 1     | –              | –              | –      | –      | 23     | 1      |
| 2020/21                        | → 1. FC Köln II      | Regionalliga West    | 12         | 4          | –     | –     | –              | –              | –      | –      | 12     | 4      |
| 2021/22                        | 1. FC Köln II        | Regionalliga West    | 18         | 13         | –     | –     | –              | –              | –      | –      | 18     | 13     |
| 2022/23                        | 1. FC Köln           | Bundesliga           | 11         | 1          | –     | –     | 7              | 2              | 1 ***  | 0      | 19     | 3      |
| 2023/24                        | 1. FC Köln           | Bundesliga           | 5          | 0          | –     | –     | –              | –              | 9 ***  | 4      | 14     | 4      |
| 2024/25                        | 1. FC Köln           | 2. Bundesliga        | 1          | 0          | 3     | 0     | –              | –              | –      | –      | 4      | 0      |
| 2024/25                        | → SCR Altach         | Bundesliga           | 7          | 2          | –     | –     | –              | –              | –      | –      | 7      | 2      |
| Carrière totaal                | Carrière totaal      | Carrière totaal      | 135        | 28         | 10 ** | 7     | 7              | 2              | 17     | 8      | 169    | 45     |
| Bijgewerkt tot 2 augustus 2025 |                      |                      |            |            |       |       |                |                |        |        |        |        |

* In het seizoen 2016/17 speelde Dietz als A-junior acht wedstrijden voor het eerste elftal van Carl Zeiss Jena en maakte hij tevens één optreden voor het tweede elftal in de Oberliga Süd. In het daaropvolgende seizoen 2017/18 speelde hij zes wedstrijden voor het tweede elftal, hoewel hij formeel tot de A-selectie behoorde;
** Naast zijn optredens in de DFB-Pokal speelde hij in het seizoen 2017/18 vier wedstrijden in de Thüringenpokal voor Carl Zeiss Jena. In het seizoen 2019/20 kwam hij driemaal uit in de Bayernpokal namens SpVgg Unterhaching;
*** Hoewel hij formeel tot de A-selectie van 1. FC Köln behoorde, speelde hij in het seizoen 2022/23 één wedstrijd voor het tweede elftal. In het daaropvolgende seizoen (2023/24) kwam hij negen keer in actie voor het tweede elftal, dat uitkwam in de Regionalliga West.

## Erelijst
| Competitie                    |                 |                 |                 |                 |
| Competitie                    | Aantal          | Jaren           |                 |                 |
| Carl Zeiss Jena               | Carl Zeiss Jena | Carl Zeiss Jena | Carl Zeiss Jena | Carl Zeiss Jena |
| ----------------------------- | --------------- | --------------- | --------------- | --------------- |
| Kampioen Regionalliga Nordost | 1x              | 2016/17         |                 |                 |
| Winnaar Landespokal Thüringen | 1x              | 2017/18         |                 |                 |
| 1.FC Köln                     |                 |                 |                 |                 |
| Kampioen 2. Bundesliga        | 1x              | 2024/25         |                 |                 |